# Porosprężystość
Porosprężystość, poroelastyczność – dział mechaniki ośrodków ciągłych zajmujący się ośrodkiem złożonym z dwóch faz: sprężystego szkieletu i lepkiego płynu. W ośrodku porosprężystym odkształcenia fazy stałej i przepływ płynu są wzajemnie sprzężone.
Teoria porosprężystości została zaproponowana po raz pierwszy przez Maurice’a Anthony’ego Biota w 1941 w pracy dotyczącej trójwymiarowej konsolidacji gruntu. Oprócz mechaniki skał i gruntów, obecnie teoria porosprężystości wykorzystywana jest w szeroko pojętej mechanice ośrodków porowatych wypełnionych płynem, takich, jak np. tkanki i komórki. Model porosprężystości uzupełniony o prawo Darcy’ego nazywany jest modelem Biota-Darcy’ego. Nazwa „porosprężystość” powstała jako analogia do termosprężystości, ze względu na podobną formę związków konstytutywnych.
Oryginalne związki konstytutywne dla odkształcenia ośrodka oraz zmiany zawartości płynu mają postać (Biot, 1941):
{\displaystyle \varepsilon _{ij}={\frac {\sigma _{ij}}{2G}}-{\frac {v}{E}}\sigma _{kk}\delta _{ij}+{\frac {\sigma \delta _{ij}}{3H}},}
{\displaystyle \zeta ={\frac {\sigma _{ii}}{3H}}+{\frac {\sigma }{R}},}
gdzie:
{\displaystyle \varepsilon _{ij}} – tensor odkształcenia w szkielecie,
{\displaystyle \sigma _{ij}} – tensor naprężenia w szkielecie,
{\displaystyle G} – moduł odkształcenia poprzecznego,
{\displaystyle v} – współczynnik Poissona,
{\displaystyle E} – moduł Younga,
{\displaystyle \sigma } – naprężenie w płynie,
{\displaystyle H} – miara ściśliwości gruntu pod wpływem zmiany ciśnienia w płynie.
{\displaystyle R} – miara zmiany zawartości płynu pod wpływem zmiany ciśnienia w płynie.
Związki dla naprężeń w szkielecie i płynie:
{\displaystyle \sigma _{ij}=2N\varepsilon _{ij}+(A\varepsilon +Q\zeta )\delta _{ij},}
{\displaystyle \sigma \delta _{ij}=Q\varepsilon \delta _{ij}+R\vartheta \delta _{ij},}
gdzie:
{\displaystyle A} i {\displaystyle N} – współczynniki dla ośrodka porowatego odpowiadającego stałym Lamégo ośrodka sprężystego,
{\displaystyle Q} – współczynnik określający ilość płynu, która może być wtłoczona do ciała bez zmiany jego objętości.